# 錘娜麗莎
錘娜麗莎（英語： Trina Lisa，1996年11月19日—）本名嵇嘉禾，中國大陸女歌手、演員以及短影音創作者。

## 背景

### 早年生活
從小熱愛音樂與表演，展現出非凡的藝術天賦。在15歲時，她以藝術特長生身份考入當地重點高中鹽城一中。然而，由於是以特長生資格入學，她的學業表現曾受到部分同學的質疑與排擠，這段經歷對她產生了深遠的影響。在差點陷入抑鬱的情況下，她找到音樂作為精神支柱，並努力提升自己。高中畢業後，她以優異的成績考入南京師範大學的聲樂專業。
在大學期間，她不僅專注於學業，還積極參加各類歌唱比賽，例如「仙林好聲音」，並在比賽中取得了亮眼的成績。這些經歷為她日後的演藝生涯奠定了堅實的基礎。

### 演藝經歷
2019年10月25日，錘娜麗莎在湖南衛視全民音樂互動節目《嗨唱轉起來》第二期演唱《自己》《相約一九九八》獲得關注，隨後參加湖南衛視跨年演唱會。同年11月2日，以學員身份參與愛奇藝綜藝節目《奇葩說第六季》。
2020年1月，參與《嗨唱轉起來》，與羅志祥合作演唱《纖夫的愛》。7月3日，參加騰訊視頻選秀節目《認真的嘎嘎們》，憑藉表現獲得187萬票奪冠，並加入GAG6組合。7月11日，發行個人首支單曲《我的世界》，7月25日發行《蒙娜麗莎是野獸》。9月12日，以校外觀禮團身份參與《明日之子第四季》。10月30日，參加《火星情報局第五季》，現場演唱《李蘭媽媽》。12月9日，獲鳳凰網時尚之選頒獎盛典「年度時尚跨界喜劇演員獎」。

## 影視作品

### 電影
| 年份   | 電影名稱   | 角色 | 備註     |
| 2024年 | 重見天日   | 洪姐 | 網絡電影 |
| 2025年 | 非標準戀愛 | 陆菲 |          |
| 2025年 | 我的媽耶   |      |          |

### 電視劇/網絡劇
| 年份 | 電視劇名稱         | 飾演角色   | 備註               |
| ---- | ------------------ | ---------- | ------------------ |
| 2021 | 上頭姐妹           | 客串       | 網絡微剧           |
| 2022 | 珍饈記             | 李貴妃     | 網絡剧             |
| 2022 | 我的開掛人生       | 蒙娜麗     | 網絡短劇           |
| 2022 | 米小圈上學記       | 魏老師     |                    |
| 2023 | 正好遇見你         | 尤美       | 網絡剧             |
| 2023 | 蘭閨喜事           | 菜場王西施 | 網絡剧             |
| 2023 | 極速悖論           | 柳芊芊     |                    |
| 2024 | 喜卷常樂城         | 唐如月     | 網絡剧             |
| 2024 | 少爺和我           | 錘錘       | 網絡短劇           |
| 2024 | 米小圈上學記第二季 | 魏老師     | 網絡短劇           |
| 2024 | 米小圈上學記第三季 | 魏老師     |                    |
| 2025 | 明媒善娶           | 吳千金     | 網絡剧，2021年拍攝 |
| 2025 | 芬芳喜事           | 经珍珠     | 網絡剧             |

### 綜藝節目
- 1月3日：嗨唱轉起來
- 7月3日：認真的嘎嘎們
- 9月：明日之子第四季
- 10月：嗨唱轉起來第二季
- 10月：鵝外驚喜
- 10月28日：見面吧電臺
- 10月：火星情報局

2021年
- 1月29日：百變大咖秀
- 4月4日：天天向上（清明節品茶特輯）
- 5月1日：誰是寶藏歌手
- 8月9日：蒙面舞王第二季（代號“開心小公主”）
- 9月13日：中國夢之聲·我們的歌第三季（A組歌手）

2022年
- 5月6日：天賜的聲音第三季（飛行合夥人）
- 7月9日：你好星期六
- 12月9日：一年一度喜劇大賽第二季（嘉賓幫幫賽）

2023年
- 2月19日：今晚開放麥
- 3月3日：我想和你唱第四季（薦樂團成員）
- 9月20日：一路笑開花

2024年
- 2月3日：同心向未來——2024中國網路視聽年度盛典
- 5月4日：翻滾吧！音浪（首檔大學生音樂遊學類真人秀）
- 5月12日：非常敢想隊（鵝廠最新綜藝輕喜劇）
- 10月25日：喜劇大會

2025年
- 1月29日：2025春滿東方·東方春晚
- 2月14日：演員請就位第三季

## 音樂作品
- 《我們攜手並肩》—— 抗疫公益歌曲
- 《我的世界》
- 《蒙娜麗莎是野獸》

2021年
- 《我太笨》
- 《女人萬歲》—— 《愛情神話》電影宣傳曲，與倪虹潔、王影璐合唱

2022年
- 《溫差》—— 與伍嘉成合唱
- 《吃貨一枚》—— 《珍饈記》片尾曲
- 《我的世界》
- 《心牆》—— 與陳澤鑫合作
- 《我太笨（新煙嗓版）》

2023年
- 《可能》—— Pop 風格單曲
- 《畫雪》—— 網劇《蘭閨喜事》插曲
- 《我想幹啥就幹啥》—— 網劇《蘭閨喜事》片頭曲

## 獎項與榮譽
2020年：騰訊視頻《認真的嘎嘎們》冠軍
2021年：湖南衛視《百變大咖秀第六季》冠軍
2022年：鳳凰網時尚之選「年度時尚跨界喜劇演員獎」